# Robinhood (Missisipi)
Robinhood – jednostka osadnicza w Stanach Zjednoczonych, w stanie Missisipi, w hrabstwie Rankin.